# Щепаник Іван Павлович
Іван Павлович Щепаник (Щепанік) (1898, містечко Заршин Сяноцького повіту, Австро-Угорщина, тепер Польща — ?) — український радянський діяч, робітник, директор 4-го та 9-го нафтопромислів тресту «Бориславнафта» об'єднання «Укрнафта». Депутат Верховної Ради СРСР 1—3-го скликань (1940—1954 роки). 

## Біографія
Народився в родині селянина-бідняка. Закінчив чотирирічну народову школу. З чотирнадцятирічного віку наймитував, працював слюсарем у місті Сянок на Лемківщині.
Потім переїхав до міста Борислава, де працював слюсарем на приватних шахтах. З 1925 до вересня 1939 року — машиніст на нафтових копальнях (нафтопромислах) фірми «Galicia».
У 1940 — червні 1941 роках — директор 4-го нафтопромислу міста Борислава.
Під час німецько-радянської війни перебував у евакуації на Уралі, з 1941 року працював заступником директора Краснокамського нафтопромислу в Молотовській області РРФСР.
Член ВКП(б) з грудня 1942 року.
У серпні — вересні 1944 року — в.о. голови виконавчого комітету Бориславської міської ради депутатів трудящих Дрогобицької області.
У вересні 1944 — грудні 1948 року — директор 4-го нафтопромислу тресту «Бориславнафта» об'єднання «Укрнафта» в місті Бориславі Дрогобицької області.
З грудня 1948 року — директор 9-го нафтопромислу тресту «Бориславнафта» об'єднання «Укрнафта» в місті Бориславі Дрогобицької області.
Потім — на пенсії.

## Нагороди
- орден Трудового Червоного Прапора (23.01.1948)
- медаль «За доблесну працю у Великій Вітчизняній війні 1941—1945 років»
- значок «Відмінник Народного комісаріату нафтової промисловості СРСР»